# Culicoides charadraeus
Culicoides charadraeus är en tvåvingeart som beskrevs av Arnaud 1956. Culicoides charadraeus ingår i släktet Culicoides och familjen svidknott. Inga underarter finns listade i Catalogue of Life.